# Bandera de Luxor
La bandera de Luxor és blanca amb un complex emblema al centre que inclou un dibuix dels temples en colors daurats i negre. A les imatges superiors la bandera (esquerra de l'observador) i detall de l'emblema central (a la dreta).

## Referències

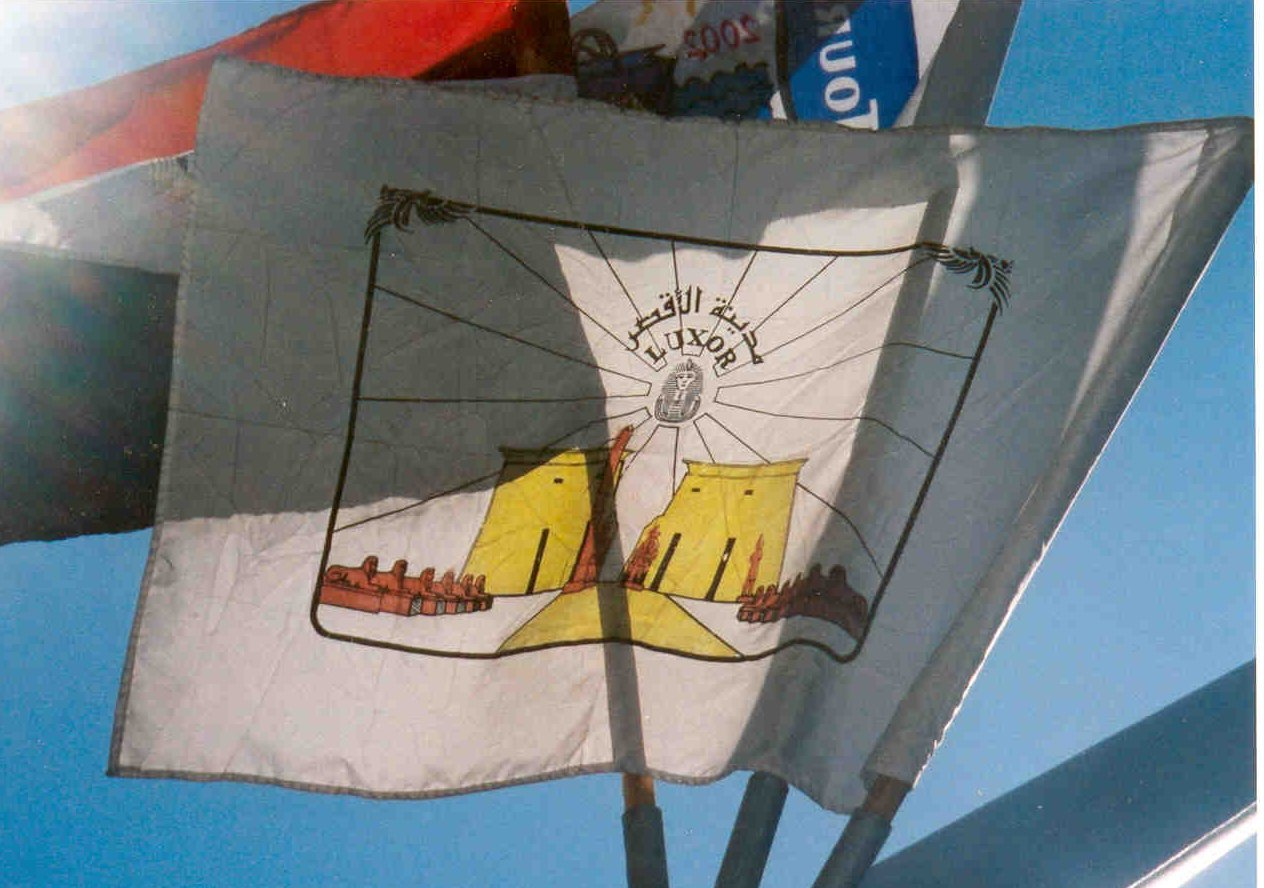
Foto de la bandera (2003)